# Station Saint-Armel
Station Saint-Armel is een spoorweghalte in de Franse gemeente Saint-Armel. Zij wordt bediend door treinen van het netwerk TER Bretagne op het traject Rennes - Châteaubriant.